# 拉纳湖

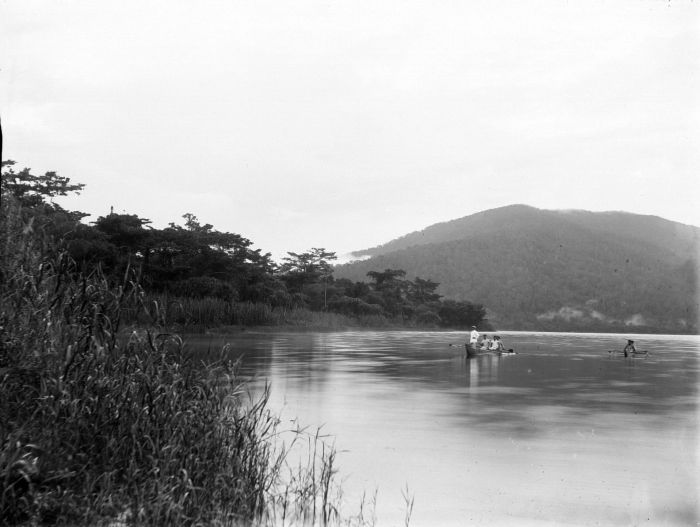
荷兰殖民时期的拉纳湖

拉纳湖（印尼语：Danau Rana）是印度尼西亚马鲁古群岛布鲁岛的一座湖，位于布鲁岛中部山间，是马鲁古省的最大湖泊，由布鲁县管辖。